# Perisama calamis
Perisama calamis är en fjärilsart som beskrevs av William Chapman Hewitson. Perisama calamis ingår i släktet Perisama och familjen praktfjärilar. Inga underarter finns listade i Catalogue of Life.

## Bildgalleri

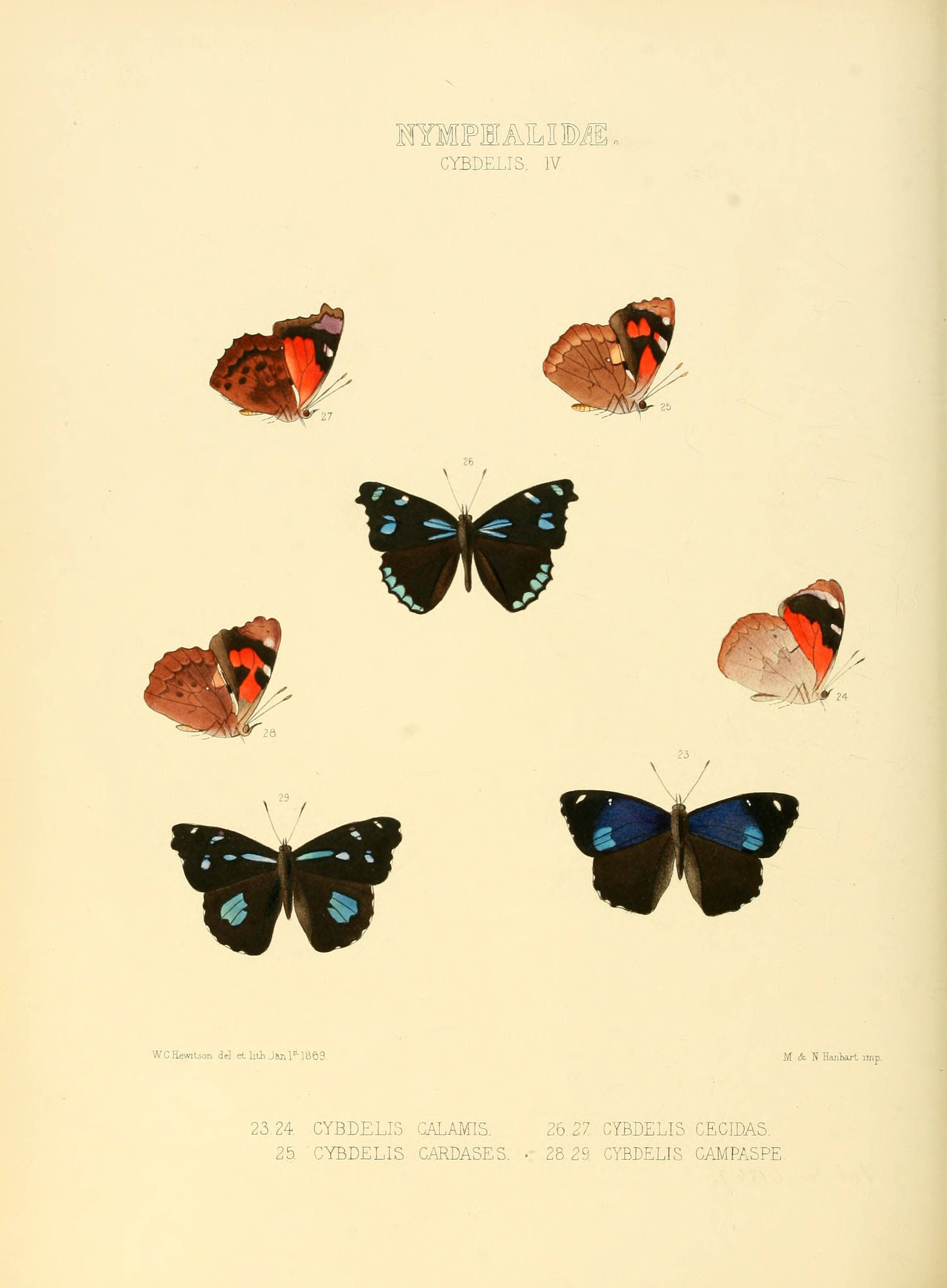